# Adolfo Pedernera
Adolfo Alfredo Pedernera (Avellaneda, 1918. november 15. – 1995. május 12.)  argentin labdarúgóedző, korábban válogatott labdarúgó. 

## Pályafutása

### Klubcsapatban
1935 és 1946 között a River Plate játékosa volt. Csapatával öt alkalommal nyerte meg az argentin bajnokságot. 1947-ben az Atlantahoz került, majd 1948 és 1949 között a Huracán együttesében játszott. 1949 és 1954 között a kolumbiai Millonarios játékosa, ezt követően játékosedzője volt. Háromszoros kolumbiai bajnok. 1954-ben visszatért a Huracánhoz, ahol szintén játékosedzői feladatokat látott el.

### A válogatottban
1937 és 1947 között 36 alkalommal szerepelt az argentin válogatottban és 18 gólt szerzett. Tagja volt az 1937-es, 1941-es és az 1946-os Dél-amerikai bajnokságon győztes válogatottnak. Részt vett az 1942-es tornán is. Világbajnokságra nem jutott ki, mert a második világháború miatt két torna is elmaradt.

### Edzőként
Edzői pályafutását játékosedzőként kezdte a Millonarios és a Huracán csapatainál. Hosszú pályafutása alatt számos csapatot irányított, melyek a következők voltak: Nacional (1955), Gimnasia La Plata (1955, 1962), Huracán (1955–56, 1970), Independiente (1957, 1969), América Cali (1960–61, 1977), Boca Juniors (1963–64, 1966–67), Quilmes (1968), Talleres de Córdoba (1975), Banfield (1976), San Lorenzo (1978).
1961 és 1962 között a kolumbiai válogatott szövetségi kapitánya volt. Vezetésével kijutottak az 1962-es világbajnokságra. Hazája válogatottját 1969-ben irányította.

## Sikerei

### Játékosként
River Plate
- Argentin bajnok (5): 1936, 1937, 1941, 1942, 1945

Millonarios
- Kolumbiai bajnok (3): 1949, 1951, 1952

Argentína
- Dél-amerikai bajnok (3): 1937, 1941 és az 1946

### Edzőként
Millonarios
- Kolumbiai bajnok (3): 1951, 1952, 1953

Nacional
- Uruguayi bajnok (1): 1955

Boca Juniors
- Argentin bajnok (1): 1964

## Külső hivatkozások
- Adolfo Pedernera adatlapja a National-Football-Teams.com oldalon (angolul)

- Adolfo Pedernera (angol nyelven). fifa.com. [2018. március 2-i dátummal az eredetiből archiválva]. (Hozzáférés: 2018. február 26.)
- Adolfo Pedernera (angol nyelven). FootballDatabase.eu
- Adolfo Pedernera (portugál nyelven). zerozero.pt